# Satyrus stephensii
Satyrus stephensii är en fjärilsart som beskrevs av Wright 1906. Satyrus stephensii ingår i släktet Satyrus och familjen praktfjärilar. Inga underarter finns listade.